# Equatorial Energia Pará
A Equatorial Energia Pará, anteriormente chamada de Centrais Elétricas do Pará (Celpa), é uma empresa de distribuição e geração de energia atendendo aproximadamente 9 milhões de pessoas, é controlada pela Equatorial Energia.

## História
A Parah Electric Railways and Lighting Company Ltd. foi inaugurada, em 1902, trazendo a energia elétrica ao Estado do Pará.
Em 1962 a Celpa foi criada com o objetivo de eletrificar o Estado do Pará e sete anos mais tarde, associou-se à Força e Luz do Pará S.A - Forluz, originando uma única concessionária de energia.
Em 1981, a Celpa passou a contar com energia do Sistema Interligado Norte-Nordeste e, em 1998, por meio de um leilão de privatização realizado no dia 09 de julho, passou a fazer parte da Rede Energia.
Com mais de 1,2 milhão de km2, o Pará representa quase 15% do território nacional e concentra, em seu território, cerca de 34% de toda a extensão da bacia amazônica. Seu potencial hidrelétrico é avaliado em mais de 61 mil MW e está distribuído em nove grandes bacias, destacando-se a do Rio Tocantins, onde foi implantada a Usina Hidrelétrica de Tucuruí, inaugurada em 1984 e o Rio Xingu, onde foi implantada a Usina Hidrelétrica de Belo Monte, inaugurada em 2019.
Em fevereiro de 2012 a Companhia entrou com um Pedido de Recuperação Judicial à ANEEL e em setembro do mesmo ano o Plano de Recuperação Judicial da Companhia foi aprovado. Em 1º de novembro de 2012 a Equatorial Energia adquiriu o controle da Celpa por um valor simbólico de 1 real, dado a sua expertise no processo de turnaround de ativos estressados.
Em 19 de abril de 2013, a Assembleia Geral da Celpa homologou parcialmente o seu aumento de capital, através do qual a Equatorial Energia passou a deter 96,18% do seu capital total e em novembro de 2014 a Celpa saiu da Recuperação Judicial.
Em dezembro de 2019 extinguiu-se o nome Centrais Elétricas do Pará - CELPA e passou a se chamar Equatorial Energia Pará.

## Geração e transmissão
A empresa esta focalizada em distribuir, e não em gerar, principal fonte de produção de energia para a Celpa é a UHE Tucuruí administrada pela Eletronorte, gerando energia para 74% da população do Pará, as demais fontes são Usinas Dieselétricas, onde não há integração com nenhuma linha de transmissão, conhecidas também como Térmicas de Sistema Isolado, totalizando 32, sendo 11 próprias e as restantes terceirizadas, há distribuição de energia gerada por PCH´s, como por exemplo a PCH Salto Curuá, PCH Salto Três de Maio e PCH Salto Buriti. O sistema de transmissão e distribuição conta com 59 subestações e 1129,9 km de linhas de transmissão (LTs) de 69 kV, 1840, 2 km de 138 kV, e 11,1 km de 230 kV; 30.901 km de linhas da rede de distribuição (RD), e algo em torno dos 480.000 postes em 2005.

## Área de concessão
A distribuição de energia elétrica efetuada pela Celpa, alcança os 144 municípios paraenses, totalizando 8,5 milhões de habitantes, através de 1.960.000 unidades consumidoras.